# Xevioso zuluana
Xevioso zuluana is een spinnensoort uit de familie Phyxelididae. De soort komt voor in Zuid-Afrika.